# レオン・ボエルマン

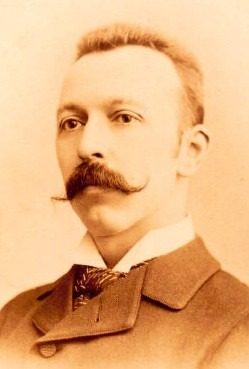
レオン・ボエルマン（1896年）

レオン・ボエルマン（Léon Boëllmann, 1862年9月25日 - 1897年10月11日）はフランス・オルガン楽派の伝統を汲む作曲家・オルガニスト・ピアニスト。アルザスオー＝ラン県エンシスアイム出身。フォーレと同じくニーデルメイエ宗教音楽学校でウジェーヌ・ジグーに師事した後、1881年からパリのサン・ヴァンサン＝ド＝ポール教会でオルガニストを務めたが、結核のため35歳で死去した。
代表作に、オルガンのための《ゴシック組曲 'Suite gothique' 》作品25（なかでも「トッカータ」が有名）や《祈り》。アンドレ・ナヴァラが普及に努めた《チェロ・ソナタ》作品40のほか、《ピアノ四重奏曲》作品10や《ピアノ三重奏曲》作品19といった室内楽の創作にもすぐれている。フォーレに同じく、教会旋法を好んで用いた。

### 全般
- レオン・ボエルマンの楽譜 - 国際楽譜ライブラリープロジェクト
- Brief biography and summary of Boëllmann's organ music with recommended recordings
- Concise biography of Boëllmann （German）
- Concise biography of Boëllmann （same as link above but translated with Google into English）

### 作品個別（試聴等）
- ゴシック組曲作品25
  - L.ボエルマン／ゴシック風組曲作品25 - 深野基（Org）の独奏。洗足学園音楽大学公式YouTube。
  - ゴシック組曲作品25の楽譜 - 国際楽譜ライブラリープロジェクト
  - Suite Gothique, Op.25 - 『Musopen』より
  - Suite Gothique Op.25 - 『Free-scores.com』より
  - Suite Gothique, for organ, Op.25 - 『AllMusic』より《ディスコグラフィ一覧有り》
- ファンタジー・ダイアログ作品35（オルガンと管弦楽のための）
  - Fantasy Dialogue for Organ and Orchestra, Op.35 - Gordon Turk（Org）、Jason C. Tramm指揮MidAtlantic Opera Orchestraによる演奏。指揮者自身の公式YouTube。
  - ファンタジー・ダイアログ作品35の楽譜 - 国際楽譜ライブラリープロジェクト
  - Fantaisie Dialoguée Op.35 - 『Free-scores.com』より
  - Fantaisie dialoguée：pour orgue et orchestre, op.35 - 『UR Research Institutional Repository』より
  - Fantaisie dialoguée, for organ & orchestra, Op.35 - 『AllMusic』より《ディスコグラフィ一覧》